# Kamienica Bornbachowska w Warszawie
Kamienica Bornbachowska (Burbachowska), Winklerowska, Stary Konwikt – czterokondygnacyjna, trzytraktowa narożna kamienica o trójspadowym dachu znajdująca się przy Rynku Starego Miasta nr 2 w Warszawie (róg ul. Celnej).
Obecnie w kamienicy znajduje się Staromiejski Dom Kultury.

## Historia
Kamienica została wzniesiona w drugiej połowie XV wieku.
W latach 1449–1650 znajdowała się w posiadaniu patrycjuszowskiej rodziny Burbachów. W 1607 r. uległa spaleniu. Odbudowana w 1626 r. Nadano jej wówczas styl barokowy. Kamienica otrzymała cztery kondygnacje, pośrodku wąską sień, trzy trakty, trzyosiową fasadę oraz wykusz przy elewacji bocznej.
W drugiej połowie XVII wieku właścicielami jej byli m.in. Jabska i Podgórski. W pierwszej połowie XVIII wieku znalazła się w rękach rodziny Winklerów, przed 1752 r. przeszła w posiadanie Macieja Grabowskiego (podskarbi wielki koronny), a w latach 1748–1773 jezuitów litewskich. W 1752 r. została przebudowana (powstał wówczas konwikt jezuicki i szkoła Roberta, w której uczył A. Magier). Nadbudowano i ujednolicono elewację boczną.
W latach 1780–1794 znalazła się w posiadaniu Franciszka Barssa (palestrant), następnie Tomasza Langnera, w latach 1876–1878 była własnością rodziny Drożdżyńskich (Drożdżewskich), a 1887–1915 Stanisława Kurczyńskiego. Od 1928 r. znajdował się w niej Policyjny Dom Zdrowia. Również w 1928 r. na budynku znalazła się polichromia autorstwa Leonarda Pękalskiego. Od 1930 r. kamienica należała do Stowarzyszenia Polski Dom Zdrowia.
Podczas II wojny światowej kamienica została spalona i zburzona.
Zachowały się piwnice, fragment ściany oraz węgary portalu głównego. W latach 1952–1953 budynek został odbudowany według projektu Anny Boyé Guerquin. Odtworzono bryłę budynku, bezstylowe elewacje i na nowo zaprojektowano wnętrza.